# Cotton Fields
Cotton Fields (également connue sous le nom de In Them Old Cotton Fields Back Home) est une chanson écrite par le musicien de blues américain Lead Belly en 1940. Elle a notamment été reprise par The Beach Boys, Elvis Presley, Johnny Cash et Creedence Clearwater Revival ,,,,